# Володимир Сотіров
Володимир Сотіров (болг. Владимир Сотиров; 2 червня 1944) — болгарський дипломат. Постійний представник Болгарії при Організації Об'єднаних Націй (1998—2001).

## Життєпис
Народився 2 червня 1944 року. У 1978 році закінчив факультет математики Московський державний університет імені Михайла Ломоносова. Доктор математичних наук, доцент кафедри математичної логіки. Володіє англійською, російською та французькою мовами.
З 1970 року працює в Інституті математики та інформатики Болгарської академії наук в Софії, відділ математичної логіки. Член і учасник керівництва Партії зелених (1990); Заступник голови ПЗ пішов через непорозуміння з лідером Олександром Каракачановим. Він очолює Федерацію зеленої альтернативи, яка брала участь у парламентських виборах 1997 року. Член Ради директорів Організації Об'єднаних Націй у Болгарії. Член Асоціації «Країни без кордонів».
Викладач Софійського університету «Св. Климент Охридський», факультету математики та інформатики, філософського факультету та факультету класичної та нової філології. 
Був директором Управління з прав людини та гуманітарного та соціального співробітництва при Міністерстві закордонних справ (1995—1997), З 17 серпня 1998 по 9 квітня 2001 рр. виконував обов'язки Постійного представника Болгарії при Організації Об'єднаних Націй. Брав участь як голова болгарської делегації в багатьох органах Ради Європи і був головним перемовником щодо складання декларації про добросусідство з Республікою Північна Македонія. Посол Володимир Сотіров очолював дві місії ООН — представника Генерального секретаря ООН і глави Офісу сприяння підтримці миру в Таджикистані та керівника польового офісу ООН на окупованих Ізраїлем палестинських територіях. Мав публікації в різних сферах міжнародного співробітництва.